# سان (لوئیزیانا)
سان (به انگلیسی: Sun) شهری در ایالت لوئیزیانا کشور ایالات متحده آمریکا است که جمعیت آن در سرشماری سال ۲۰۱۰ میلادی، ۴۷۰ نفر بوده‌است.